# Ајзигхофен
Ајзигхофен (њем. Eisighofen) општина је у њемачкој савезној држави Рајна-Палатинат. Једно је од 137 општинских средишта округа Рајн-Лан. Према процјени из 2010. у општини је живјело 267 становника. Посједује регионалну шифру (AGS) 7141036.

## Географски и демографски подаци
Ајзигхофен се налази у савезној држави Рајна-Палатинат у округу Рајн-Лан. Општина се налази на надморској висини од 320 метара. Површина општине износи 5,4 km². У самом мјесту је, према процјени из 2010. године, живјело 267 становника. Просјечна густина становништва износи 49 становника/km².